# الآن تطلق

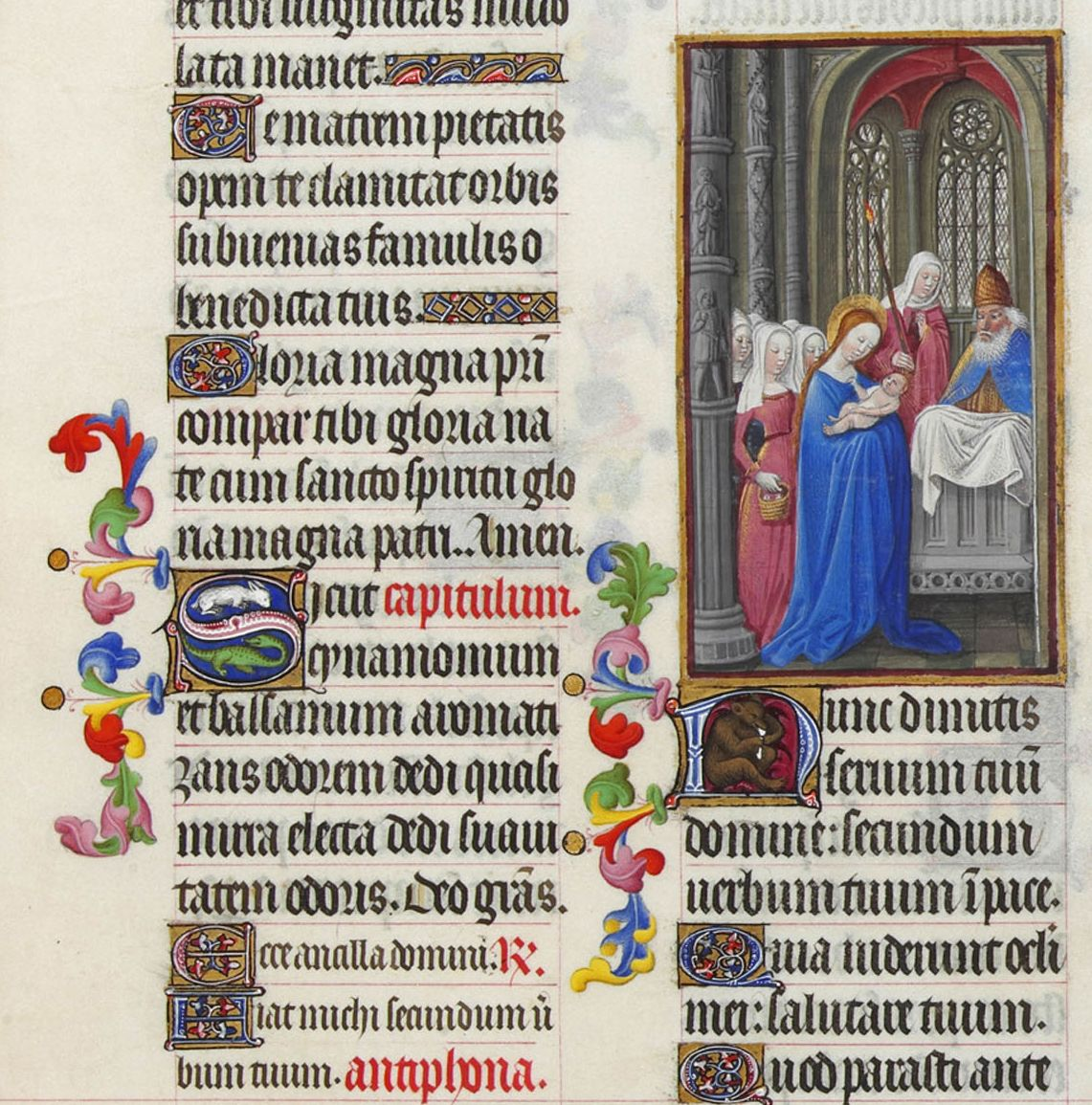
تقديم يسوع المسيح إلى الهيكل

الآن تُطلق أو أنشودة سمعان أو ترنيمة سمعان هو أنشودة أو ترنيمة مأخوذ من الفصل الثاني من إنجيل لوقا، الآيات 29 إلى 32. استُخدمت منذ القرن الرابع في القداسات المسيحية للعبادة المسائية مثل Compline وصلاة الغروب و Evensong.

## طالع أيضًا
- نشيد مريم
- ترنيمة عيد الشكر